# Decebal
Decebalus, prvotno Diurpaneus, slaven dačanski vladar (87-106), ki se je v treh vojnah vojskoval z dvema rimskima cesarjema in izpogajal dve vmesni obdobji miru. V drugem kratkem obdobju, ki ga je sklenil s Trajanom in je trajalo od konca leta 102 do leta 105, je Dacebal vladal kot neodvisen kralj in ne kot pokorjen od Rima odvisen kralj, kar je stalno mučilo in dražilo Rimljane.
Rimske legije so zato leta 105 na Trajanov ukaz prešle v ofenzivo in leta 106 sistematično porušile njegovo prestolnico Sarmizegetuso Regio in odpeljale prebivalce v ujetništvo. Decebal je po porazu naredil samomor.

## Zgodovina

### Dačanski vojni pohodi
Po smrti velikega kralja Burebista je Dakija razpadla na štiri ali pet manjših držav. Takšno stanje je trajalo dokler ni Diurpaneu uspelo utrditi jedro Dakije okoli Sarmizegetuse v sedanjem romunskem okrožju Hunedoara. Četudi Diurpaneu še ni bil kralj, je reorganiziral dačansko armado, ki je leta 85 začela pod poveljstvom dačanskega kralja Durasa odhajati na manjše vojne pohode v močno utrjeno rimsko provinco Mezijo južno od Donave.
Leta 86 je Duras ukazal bolj obširen napad na Mezijo, zato je tja prišel sam cesar Domicijan z nekaj legijami in pomožnimi enotami, reorganiziral provinco in sklenil naslednjo sezono napasti Dakijo.

### Vojna z Domicijanom
Leta 87 je Domicijan na kazenski pohod proti Dačanom poslal svojega prefekta pretorijanske garde Kornelija Fuska. Njegovih štiri ali pet legij je padlo v Diurpanovo zasedo in doživelo težak poraz. Dve legiji, med njima V. legija Alaudae, sta padli v zasedo na gorskem prelazu Tape (sedanja Železna vrata med Romunijo in Srbijo) in bili poraženi. Fusk je v bitki padel, Diurpan pa se je preimenoval v Decebala, kar pomeni "močan kot deset (mož)" ali preprosto " hraber" in bil kronan za dačanskega kralja.

#### Decebal v očeh nasprotnika
Domicijanova dačanska vojna
Kasij Dion v svojih Domicijanovih vojnah takole opisuje Decebala:
Rimljani so se v tistem času zapletli v zelo resno vojno z Dačani, katerim je takrat vladal kralj Decebal. Mož se je zelo dobro spoznal na vojskovanje in vodenje vojne, dobro je znal presoditi, kdaj napasti, in izbrati pravi trenutek za umik. Bil je strokovnjak za zasede in mojster za naprej pripravljene in brezobzirne bitke. Vedel je, kako mora obnašati po zmagi, vendar je dobro prenesel tudi poraz. Kot tak je bil dolgo časa spoštovanja vreden rimski nasprotnik. Če je prav ali ne, njegovo ljudstvo imenujem Dačani, ker ga tako imenujejo tako domačini kot Rimljani, čeprav mi ni neznano, da ga nekateri grški pisci imenujejo Geti. Kolikor vem, so Geti ljudstvo, ki živi ob reki Ister onkraj gorovja Haemus.
Leta  88 je Domicijan poslal proti Dačanom drugo vojsko pod poveljstvom Lucija Tetija Julijana.  Ker so se v tistem času začeli upori Germanov ob Renu, so bili Rimljani prisiljeni tja poslati svoje mezijske legije. Za vzdrževanje miru na mezijski meji z Dakijo so bili prisiljeni plačevati Dačanom zelo visok davek. Takšno ponižujče stanje je trajalo do Trajanovega prihoda na rimski prestol leta 98. Novi cesar se je takoj začel pripravljati na vojno, s katero bi obseg Rimskega cesarstva povečal do njegovega viška.

### Vojni s Trajanom

#### Prva vojna (101-102)
Rimski napad na Dakijo se je začel 25. marca 101. Njihova vojska, v kateri so bile  X. legija Gemina,  XI. legija Claudia, II. legija Traiana Fortis in XXX. legija Ulpia Victrix, je pri prelazu Tape porazila Decebala. Ko je Decebal pristal na trde mirovne pogoje, med katerimi je bila tudi izguba ozemlja, so mu Rimljani dovolili, da še naprej vlada kot odvisni kralj pod rimskim pokroviteljstvom, in majhno lokalno vojaško garnizijo.

#### Druga vojna (105-106) in padec Dakije
Tri leta kasneje je Decabal uničil majhno rimsko garnizijo v Dakiji, zato so Rimljani tja poslali okrepitve. Trajan se je odločil, da bo tokrat dokončno pokoril Dakijo.
Po dolgem obleganju dačanske prestolnice Sarmizeteguse in nekaj spopadih v širši regiji, so Rimljani osvojili Dakijo. Decebalu in njegovi družini je uspelo pobegniti.

#### Decebalova smrt
Pobeglega Decebala, ki je ostal brez vojske, so rimski oddelki kmalu stisnili v kot. Decebal  se ni mogel sprijazniti z rimskim ujetništvom in ponižujočim razkazovanja po rimskih ulicah in je naredil samomor, tako da si je prerezal grlo. Njegov samomor je prikazan na Trajanovem stebru (22. spirala, plošča b).
Bolj verjetno je, da Decebal ni naredil samomora, ampak ga je ujel in ubil rimski konjeniški izvidnik Tiberij Klavdij Maksim iz VII. legije Claudia, kot pravi napis na nagrobni steli, ki so jo odkrili na Gramini v Grčiji. Klavdij Maksim je njegovo glavo in desno roko odnesel v neznano dačansko vas Ranistorij, morda v Piatro Craiului, kjer ga je Trajan odlikoval. Trofejo je Trajan poslal v Rim, kjer so jo vrgli na Gemonijskih stopnicah. Napis na grobu Klavdija Maksima opisuje enega od dveh dogodkov v dačanskih vojnah, v katerih sta bila odlikovana rimska vojaka.

## Zapuščina
Decebala Romuni slavijo kot narodnega junaka, ki nastopa v mnogih liteterarnih delih, filmih, skulpturah itd. Njegov prvi znani portret se je ohranil na Trajanovem stebru, kamnitem spominskem stebru iz leta 113. Na njem so upodobljeni ključni dogodki zadnjih dveh vojn med Dačani in Rimskim cesarstvom.
V 1990. letih je skupina kiparjev v osameli skali pri Orşovi, Romunija, izklesala 40 m visok Decebalov  kip.